# Aeroporto de Cork
O Aeroporto de Cork (em inglês: Cork Airport) (IATA: ORK, ICAO: EICK) é um aeroporto internacional localizado na cidade de Ballygarvan, e que serve principalmente à cidade de Cork, na Irlanda, sendo o segundo aeroporto mais movimentado do país.